# 杨柳街道 (六盘水市)
杨柳街道是中华人民共和国贵州省六盤水市钟山区下辖的一个街道办事处。

## 行政区划
杨柳街道下辖以下村级行政区划单位：
七号点社区、八冶社区、烧结社区、三块田社区、五号点社区、杨柳社区、桃林社区、官厅社区、青杠林社区、教场社区、菜园社区、巴西社区、汽运社区、动力社区、笔架山社区。